# ثمایتین (روستا)
 ثمایتین  به عربی ( الثُمایتین  )، روستایی است در دهستان الَملکة از توابع استان استان صَنعاء در کشور یمن در شبه جزیره عربستان.

## جمعیت
جمعیت آن (۱۲۰) نفر (۸ خانوار) می‌باشد.